# سنگ‌نوشته اردشیر یکم در کاخ ه
سنگ‌نوشته اردشیر یکم در کاخ ه یکی از چندین سنگ‌نوشته موجود در تخت جمشید واقع در کاخ ه است که از دوران هخامنشیان به جا مانده‌است.
این سنگ‌نوشته نشان می‌دهد که اردشیر یکم نیز همچون پدر خود خشایارشا و نیایش داریوش بزرگ پیرو کیش اهورایی بوده‌است.

## ترجمه قسمتی از سنگ‌نوشته

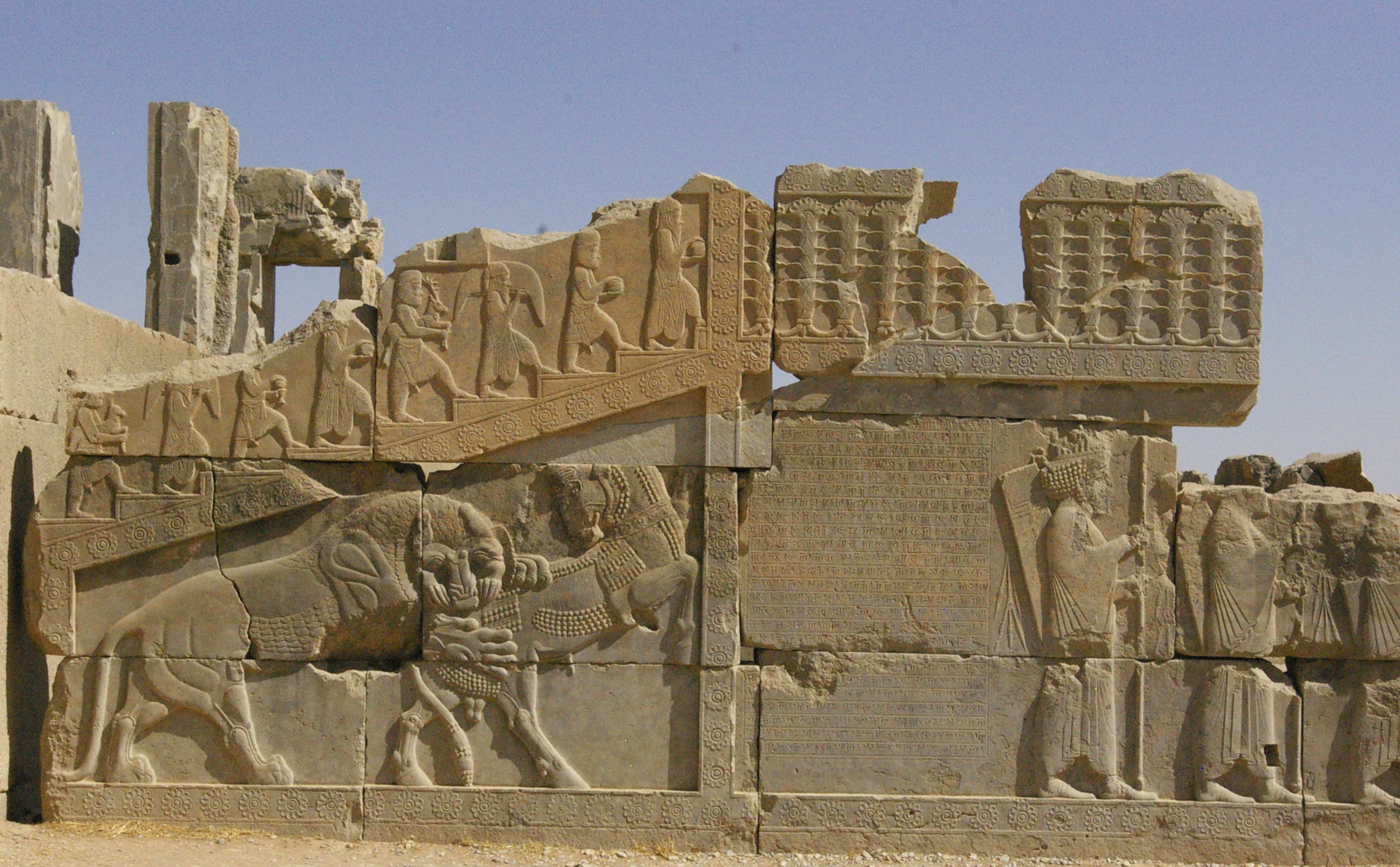
نمای از کاخ ه

اردشیر یکم در سنگ‌نوشته آورده‌است:
خدای بزرگ است اهورامزدا که آسمان را آفرید،
که این زمین را آفرید،
که مردم را آفرید،
که شادی را از برای مردم آفرید،
که اردشیر را شاه کرد.
به خواست و تأیید اهورامزدا، این کاخ را
که پدرم خشایارشاه بنایش را آغاز کرده بود، تمام کردم.
باشد که اهورامزدا، مرا و شهریاری مرا
و آنچه که من کردم، جاودان دارد.